# Ferny Hills
Ferny Hills är en förort till Brisbane i Australien. Den ligger i kommunen Moreton Bay och delstaten Queensland, omkring 12 kilometer nordväst om delstatshuvudstaden Brisbane. Antalet invånare är 8 721.
Runt Ferny Hills är det tätbefolkat, med 493 invånare per kvadratkilometer.